# Паперо (остановочный пункт)
Па́перо (фин. Papero) — заброшенная железнодорожная станция на 392,86 км перегона Пийтсиёки — Суоярви I линии Сортавала — Суоярви I. Расположена на территории Суоярвского городского поселения Суоярвского района Республики Карелия.

## История
Первый участок Маткаселькя — Лоймола, временным конечный пунктом которого стала станция Loimola, был открыт 15 декабря 1920 года. Основной задачей было соединить железной дорогой восточные приграничные с СССР земли с центральной Финляндией.

Разъезд Papero был открыт одновременно с запуском временного движения на участке Лоймола — Суоярви 1 января 1923 года. Разъезд административно подчинялся станции Суоярви. Строительство вокзала было завершено уже в 1921 году по тем же типовым чертежам финского архитектора Ярла Викинга Унгерна (фин. Jarl Viking Ungern), что и для большинства станций и разъездов этой линии (Лоймола, Суйстамо, Няятяоя и др.).
Новый разъезд было построен на незаселённом до тех пор  лесном массиве. От нечётной (юго-западной) горловины на северо-восток отходила полукилометровая ветка в карьер по добыче торфа. 
У нечётной горловины железнодорожные пути пересекала автомобильная дорога, шедшая в крупные по тем временам посёлки Котаярви и Родинселькя, где в 1920-х годах была лесопилка.
После Великой Отечественной войны и передачи территории СССР финское население уехало на родину. А в 1960-х годах и русское население переехало в посёлок Пийтсиёки, Суоярви и другие крупные населённые пункты.

## Путевой пост Паперо
В 1,66 км западнее станции Паперо располагался так называемый путевой пост Паперо (фин. Paperon soravaihde) 62°02′31″ с. ш. 32°08′26″ в. д., административно относившийся к одноимённой станции. Ветка шла на север на карьер по добыче гравия. Была разобрана не позднее 1940 года.

## Современное состояние станции
Путевое развитие станции было ликвидировано в 1980-х годах из-за полного отсутствия населения и близости станции Пийтсиёки. Несмотря на это на остановочном пункте имел остановку пассажирский поезд № 655/656 вплоть до его отмены (октябрь 1997 год)  . По состоянию на 2019 год от станции остался перрон и развалины финского вокзала.

## Фотографии бывшей станции Паперо
- Перрон. Вид в сторону Суоярви.
- Перрон. Вид в сторону ст. Пийтсиёки.
- Фундамент финского вокзала.
- Ступени финского вокзала.

## Фотографии путевого поста Паперо
- Вид в сторону Суоярви.
- Вид в сторону ст. Пийтсиёки.